# Vice-primeiro-ministro da Iugoslávia
O Vice-primeiro-ministro da Iugoslávia foi o Vice oficial do Primeiro-ministro do Reino da Iugoslávia, da República Socialista Federativa da Iugoslávia e mais tarde Primeiro-ministro da República Federal da Iugoslávia (Sérvia e Montenegro), de 1939 a 2003.

## História
O cargo de Vice-primeiro-ministro do Reino da Iugoslávia foi criado em 26 de agosto de 1939, durante o governo de Dragiša Cvetković. Foi inicialmente detido por Vladko Maček.
O cargo de Vice-primeiro-ministro da República Socialista Federativa da Iugoslávia foi criado em 2 de fevereiro de 1946, durante o governo de Josip Broz Tito. Foi inicialmente detido por duas pessoas: Edvard Kardelj e Jaša Prodanović. A partir de então, o cargo passou a ser ocupado simultaneamente por várias pessoas ao mesmo tempo. Além disso, os vice-primeiros-ministros por vezes combinavam o cargo com outra pasta governamental.
O cargo de Vice-primeiro-ministro da República Federal da Iugoslávia foi abolido com as reformas constitucionais de 2003. Portanto, o último vice-primeiro-ministro foi Miroljub Labus, que serviu de 4 de novembro de 2000 a 17 de março de 2003.

## Lista de vice-primeiros-ministros

### Reino da Iugoslávia (1939-1945)[4]
| Retrato                     | Retrato | Nome (Nascimento–Morte)        | Mandato              | Mandato                 | Partido                  |
| --------------------------- | ------- | ------------------------------ | -------------------- | ----------------------- | ------------------------ |
|                             |         | Vladko Maček (1879–1964)       | 26 de agosto de 1939 | 10 de abril de 1941     | Partido Camponês Croata  |
|                             |         | Slobodan Jovanović (1869–1958) | 10 de abril de 1941  | 14 de abril de 1941     | Independente             |
| Governo iugoslavo no exílio |         |                                |                      |                         |                          |
|                             |         | Slobodan Jovanović (1869–1958) | 14 de abril de 1941  | 11 de janeiro de 1942   | Independente             |
|                             |         | Juraj Krnjević (1895–1988)     | 21 de agosto de 1941 | 10 de agosto de 1943    | Partido Camponês Croata  |
|                             |         | Miha Krek (1897–1969)          | 21 de agosto de 1941 | 10 de agosto de 1943    | Partido Popular Esloveno |
|                             |         | Slobodan Jovanović (1869–1958) | 26 de junho de 1943  | 10 de agosto de 1943    | Independente             |
| Governo Provisório          |         |                                |                      |                         |                          |
|                             |         | Milan Grol (1876–1952)         | 7 de março de 1945   | 18 de agosto de 1945    | Partido Democrático      |
|                             |         | Edvard Kardelj (1910–1979)     | 7 de março de 1945   | 1º de fevereiro de 1946 | Partido Comunista        |

### República Socialista Federativa da Iugoslávia (1945-1992)[7]
| Retrato | Retrato | Nome (Nascimento–Morte)          | Mandato                | Mandato                | Partido                                                      |
| ------- | ------- | -------------------------------- | ---------------------- | ---------------------- | ------------------------------------------------------------ |
|         |         | Edvard Kardelj (1910–1979)       | 2 de fevereiro de 1946 | 29 de junho de 1963    | Partido Comunista renomeado em 1952 para Liga dos Comunistas |
|         |         | Jaša Prodanović (1867–1948)      | 2 de fevereiro de 1946 | 1º de junho de 1948    | Partido Comunista                                            |
|         |         | Aleksandar Ranković (1909–1983)  | 1º de abril de 1949    | 18 de abril de 1963    | Partido Comunista renomeado em 1952 para Liga dos Comunistas |
|         |         | Blagoje Nešković (1907–1984)     | 5 de setembro de 1949  | 14 de janeiro de 1953  | Partido Comunista renomeado em 1952 para Liga dos Comunistas |
|         |         | Milovan Đilas (1911–1995)        | 14 de janeiro de 1953  | 17 de janeiro de 1954  | Liga dos Comunistas                                          |
|         |         | Moša Pijade (1890–1957)          | 14 de janeiro de 1953  | 30 de janeiro de 1954  | Liga dos Comunistas                                          |
|         |         | Svetozar Vukmanović (1912–2000)  | 30 de janeiro de 1954  | 19 de abril de 1958    | Liga dos Comunistas                                          |
|         |         | Rodoljub Čolaković (1900–1983)   | 30 de janeiro de 1954  | 29 de junho de 1963    | Liga dos Comunistas                                          |
|         |         | Mijalko Todorović (1913–1999)    | 19 de abril de 1958    | 29 de junho de 1963    | Liga dos Comunistas                                          |
|         |         | Svetislav Stefanović (1910–1980) | 18 de abril de 1963    | 29 de junho de 1963    | Liga dos Comunistas                                          |
|         |         | Boris Kraigher (1914–1967)       | 29 de junho de 1963    | 4 de janeiro de 1967   | Liga dos Comunistas                                          |
|         |         | Miloš Minić (1914–2003)          | 29 de junho de 1963    | 18 de maio de 1967     | Liga dos Comunistas                                          |
|         |         | Veljko Zeković (1906–1985)       | 29 de junho de 1963    | 18 de maio de 1967     | Liga dos Comunistas                                          |
|         |         | Kiro Gligorov (1917–2012)        | 18 de maio de 1967     | 18 de maio de 1969     | Liga dos Comunistas                                          |
|         |         | Rudi Kolak (1918–2004)           | 18 de maio de 1967     | 18 de maio de 1969     | Liga dos Comunistas                                          |
|         |         | Nikola Miljanić (1921–1972)      | 18 de maio de 1969     | 30 de julho de 1971    | Liga dos Comunistas                                          |
|         |         | Mišo Pavićević (1915–1995)       | 18 de maio de 1969     | 30 de julho de 1971    | Liga dos Comunistas                                          |
|         |         | Aleksandar Grličkov (1923–1989)  | 18 de maio de 1969     | 30 de julho de 1971    | Liga dos Comunistas                                          |
|         |         | Jakov Sirotković (1922–2002)     | 30 de julho de 1971    | 17 de maio de 1974     | Liga dos Comunistas                                          |
|         |         | Anton Vratuša (1915–2017)        | 3 de dezembro de 1971  | 16 de maio de 1978     | Liga dos Comunistas                                          |
|         |         | Dobroslav Ćulafić (1926–2011)    | 17 de maio de 1974     | 16 de maio de 1978     | Liga dos Comunistas                                          |
|         |         | Berislav Šefer (1926–)           | 17 de maio de 1974     | 16 de maio de 1978     | Liga dos Comunistas                                          |
|         |         | Miloš Minić (1914–2003)          | 17 de maio de 1974     | 16 de maio de 1978     | Liga dos Comunistas                                          |
|         |         | Branislav Ikonić (1928–2002)     | 16 de maio de 1978     | 16 de maio de 1982     | Liga dos Comunistas                                          |
|         |         | Ivo Margan (1926–2010)           | 16 de maio de 1978     | 16 de maio de 1982     | Liga dos Comunistas                                          |
|         |         | Andrej Marinc (1930–)            | 16 de maio de 1978     | 16 de maio de 1982     | Liga dos Comunistas                                          |
|         |         | Dragoljub Stavrev (1932–2003)    | 16 de maio de 1978     | 16 de maio de 1982     | Liga dos Comunistas                                          |
|         |         | Gojko Ubiparip (1927–2000)       | 16 de maio de 1978     | 16 de maio de 1982     | Liga dos Comunistas                                          |
|         |         | Zvone Dragan (1939–)             | 16 de maio de 1982     | 15 de maio de 1984     | Liga dos Comunistas                                          |
|         |         | Borislav Srebrić (1927–1997)     | 16 de maio de 1982     | 15 de junho de 1986    | Liga dos Comunistas                                          |
|         |         | Mijat Šuković (1930–2011)        | 16 de maio de 1982     | 15 de junho de 1986    | Liga dos Comunistas                                          |
|         |         | Janez Zemljarič (1928–2022)      | 15 de maio de 1982     | 16 de março de 1989    | Liga dos Comunistas                                          |
|         |         | Miloš Milosavljević (1932–)      | 16 de maio de 1986     | 16 de março de 1989    | Liga dos Comunistas                                          |
|         |         | Aleksandar Mitrović (1933–2012)  | 16 de março de 1989    | 20 de dezembro de 1991 | Liga dos Comunistas                                          |
|         |         | Živko Pregl (1947–2011)          | 16 de março de 1989    | 21 de novembro de 1991 | Liga dos Comunistas                                          |